# Dermanyssus gallinae
Espèce
Synonymes
- Acarus gallinae DeGeer, 1778[1]
- Dermanyssus avium (Duges, 1834)[1]
- Dermanyssus evotomydis Ewing, 1933[1]

 Mise en garde médicale
Dermanyssus gallinae, communément appelé Pou rouge, est une espèce d'acariens de la famille des Dermanyssidae. C'est un ectoparasite hématophage des volailles. Il est impliqué comme vecteur de plusieurs maladies pathogènes majeures. Malgré ses noms communs, il a une large gamme d'hôtes, y compris plusieurs espèces d'oiseaux et de mammifères sauvages, humains inclus,. Par sa taille et son apparence, il ressemble au Pou noir, Ornithonyssus sylviarum.
Dermanyssus gallinae est un hématophage obligatoire qui attaque d'ordinaire la nuit mais se nourrit occasionnellement pendant la journée. Les adultes (0,75–1 mm de long) ont de longues pattes et généralement un corps blanc grisâtre, qui devient brun rougeâtre après leur repas. Après s'être nourris, ils se cachent dans des fissures et des crevasses loin des sources de lumière, où ils s'accouplent et pondent des œufs. Les acariens progressent à travers cinq stades biologiques : œuf, larve, protonymphe, deutonymphe et adulte. Dans des conditions favorables, ce cycle de vie peut être achevé en sept jours, de sorte que les populations peuvent croître rapidement, provoquant une anémie chez les volailles gravement atteintes. Les jeunes oiseaux sont les plus sensibles. Les acariens peuvent également affecter indirectement la santé des oiseaux, car ils peuvent servir de vecteurs pour des maladies telles que la salmonellose, la spirochaétose aviaire et Erysipelothrix rhusiopathiae. Dermanyssus gallinae peut survivre jusqu'à 10 mois dans un poulailler vide. Cependant, des températures supérieures à 45 °C ou inférieures à −20 °C lui sont fatales.

## Infestation chez les poules
Les acariens se nourrissent normalement autour de la poitrine et des pattes des poules, provoquant des douleurs, des irritations et une diminution de la production d'œufs. Des pustules, des croûtes, une hyperpigmentation et une perte de plumes peuvent se produire.
S'ils sont présents en grand nombre, Dermanyssus gallinae peut provoquer une anémie chez les poules qui présente comme une pâleur de la crête et de la caroncule.

### Diagnostic
Un diagnostic présomptif peut être établi chez les poules pondeuses, généralement basé sur des antécédents de diminution de la production d'œufs, d'anémie et de mortalité chez les jeunes ou les oiseaux malades. Les taches de sang sur les œufs indiquent une infestation dans le cloaque d'une poule atteinte. Le diagnostic définitif n'est obtenu qu'après identification des œufs, des excréments ou des acariens eux-mêmes.

### Prévention
Il existe plusieurs méthodes pour prévenir l'infestation dans les poulaillers, notamment :
- chauffer le poulailler à une température supérieure à 55 °C ;
- le laver régulièrement ;
- traiter les murs et le sol avec de la poussière de silice ou du carbolineum avant l'introduction des nouvelles poules[13].

### Traitement
Les ectoparasiticides peuvent être utilisés pour traiter les individus affectés, mais doivent être utilisés en rotation pour éviter l'apparition de résistance. L'insecticide spinosad est efficace contre les acariens résistants aux acaricides et peut même être utilisé sur place en présence des poules pondeuses. Un nouveau produit, Exzolt a été introduit dans l'UE en 2017. Il contient du fluralaner, une isoxazoline, et est très efficace contre Dermanyssus gallinae, y compris ceux résistants aux anciens acaricides. Il est approuvé pour une administration orale mélangée à l'eau potable et possède un mode d'action systémique, c'est-à-dire qu'il agit par le sang des oiseaux traités. Il a été démontré dans une étude que les lactones macrocycliques comme l'éprinomectine, la moxidectine ou l'ivermectine ont un impact sur la reproduction des acariens et la digestion des repas sanguins bien que d'autres études aient trouvé que l'ivermectine était inefficace, sauf à des doses « défavorablement proches de celles qui causent la toxicité ».
Les acariens prédateurs comme Androlaelaps casalis et Hypoaspis miles peuvent être utilisés pour contrôler les populations de Dermanyssus gallinae.
L'exposition des acariens au dioxyde de carbone à l'aide de glace carbonique et de pulvérisation directe a été proposée comme nouveau traitement.
Les vaccins sont actuellement en cours de développement pour le traitement des volailles, qui cherchent à « stimuler une réponse immunitaire » chez les oiseaux et augmenter la mortalité de Dermanyssus gallinae.

## Infestation chez l'Homme

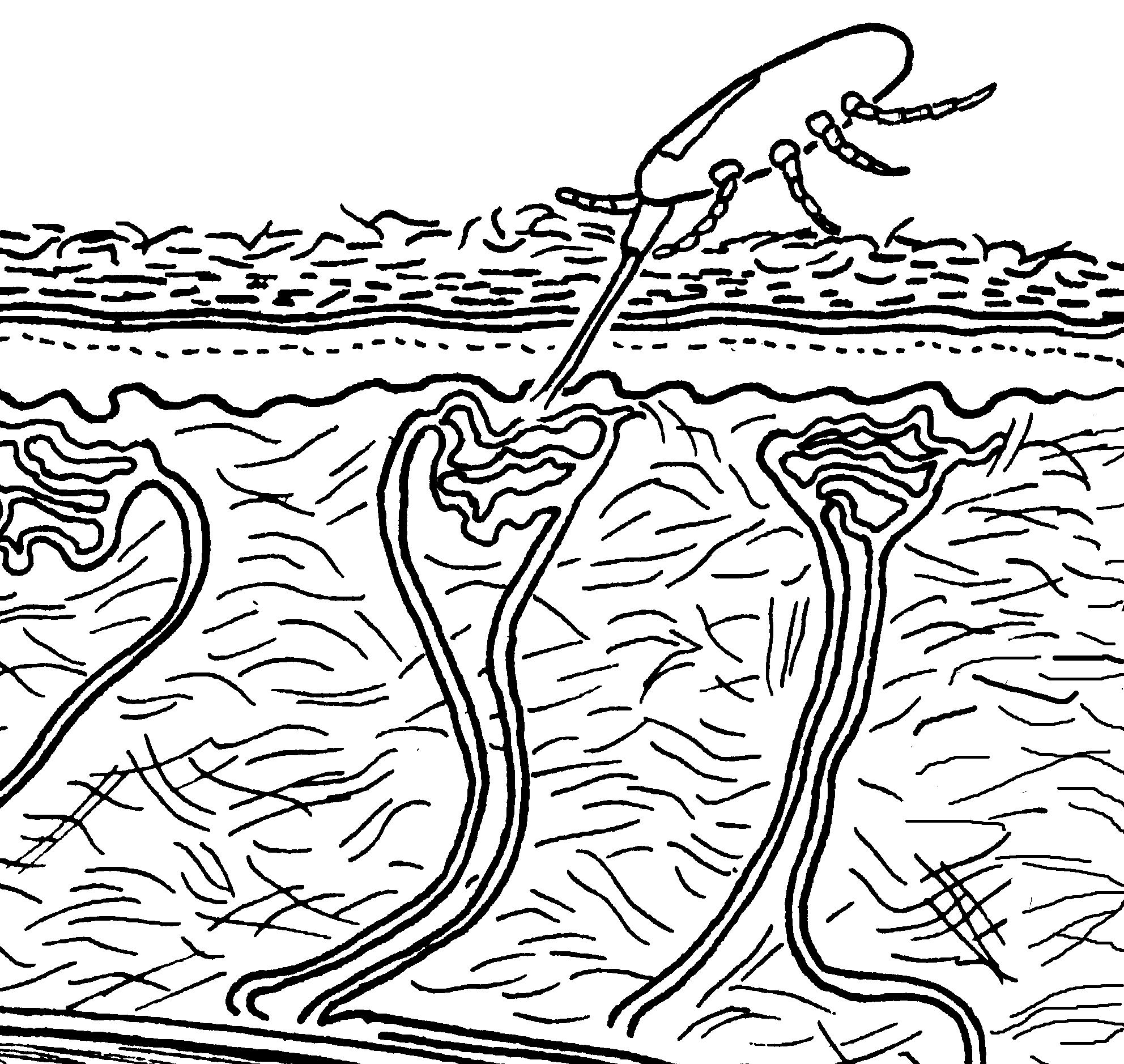
Dermanyssus gallinae perçant la peau avec ses longues chélicères pour atteindre les capillaires cutanés (pas à l'échelle).

Chez l'Homme, les infestations à Dermanyssus gallinae sont appelées gamasoïdose ou dermanyssose. Les acariens sont capables de digérer et de se reproduire entièrement sur le sang humain, de sorte que les infestations peuvent être persistantes. En raison des habitudes alimentaires nocturnes de D. gallinae, les personnes infestées peuvent ressentir des démangeaisons et des piqûres au réveil le matin. La gravité des symptômes varie, la dermatite, le prurit et l'urticaire papulaire étant courants.
La prévention de l'infestation dans l'habitation humaine consiste à éliminer les vecteurs potentiels par exemple par le biais de la destruction des nids de pigeons et de moineaux et le traitement des volailles de basse-cour infestées.
L'élimination d'une infestation dans une habitation humaine est mieux réalisée grâce à une combinaison d'élimination des vecteurs potentiels (pigeons nicheurs, volailles de basse-cour, etc.) ; réduction les cachettes potentielles (tapis, encombrement) ; utilisation judicieuse des pesticides ; utilisation constante de déshumidificateurs pour maintenir un environnement à faible humidité ; maintien d'une basse température dans l'environnement ; nettoyage en profondeur fréquent ; minimisation du temps passé à la maison ; et maintien d'une excellente hygiène,.
Jane Ishka a fait part de son expérience avec une infestation humaine de D. gallinae dans son livre The Year of the Mite.
Dermanyssus gallinae se nourrit également du sang de mammifères, notamment de chats, de chiens, de rongeurs, de lapins et de chevaux. L'infestation par Dermanyssus gallinae est rare chez les chats et les chiens ; généralement les extrémités et le dos sont mordus, provoquant des démangeaisons.

## Galerie

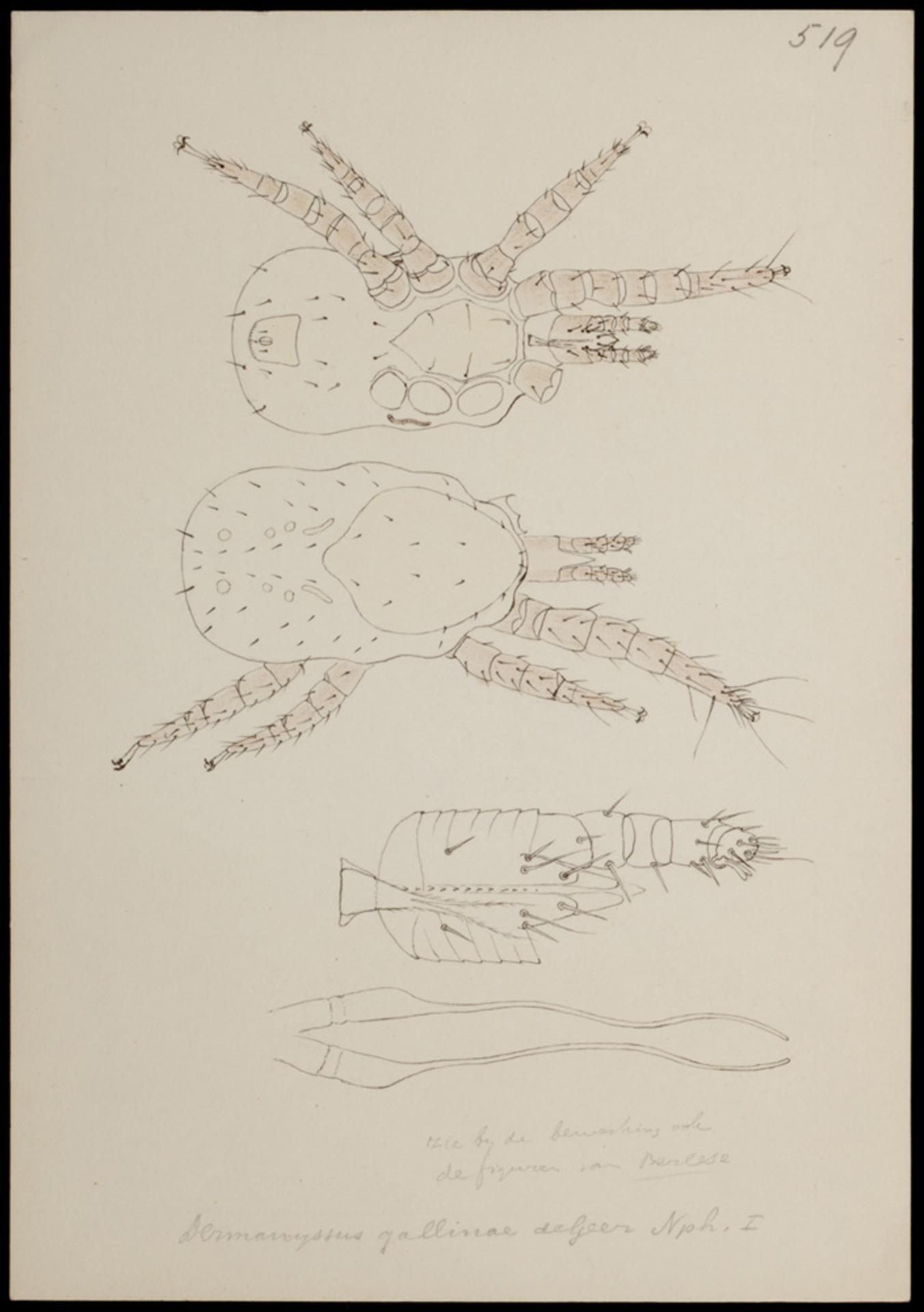
Forme immature Nymphe I de Dermanyssus gallinae par AC Oudemans
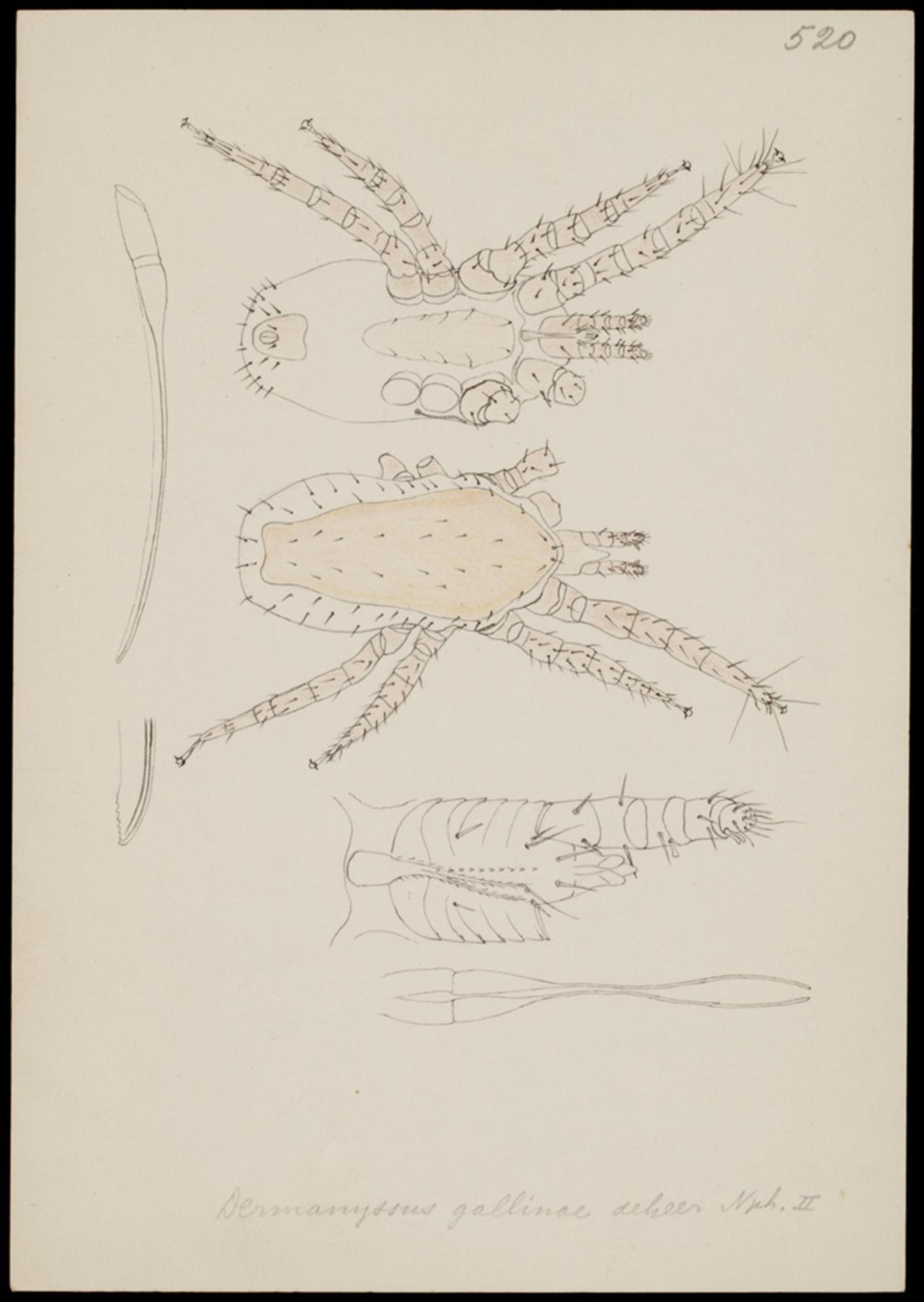
Forme immature Nymphe II de Dermanyssus gallinae par AC Oudemans
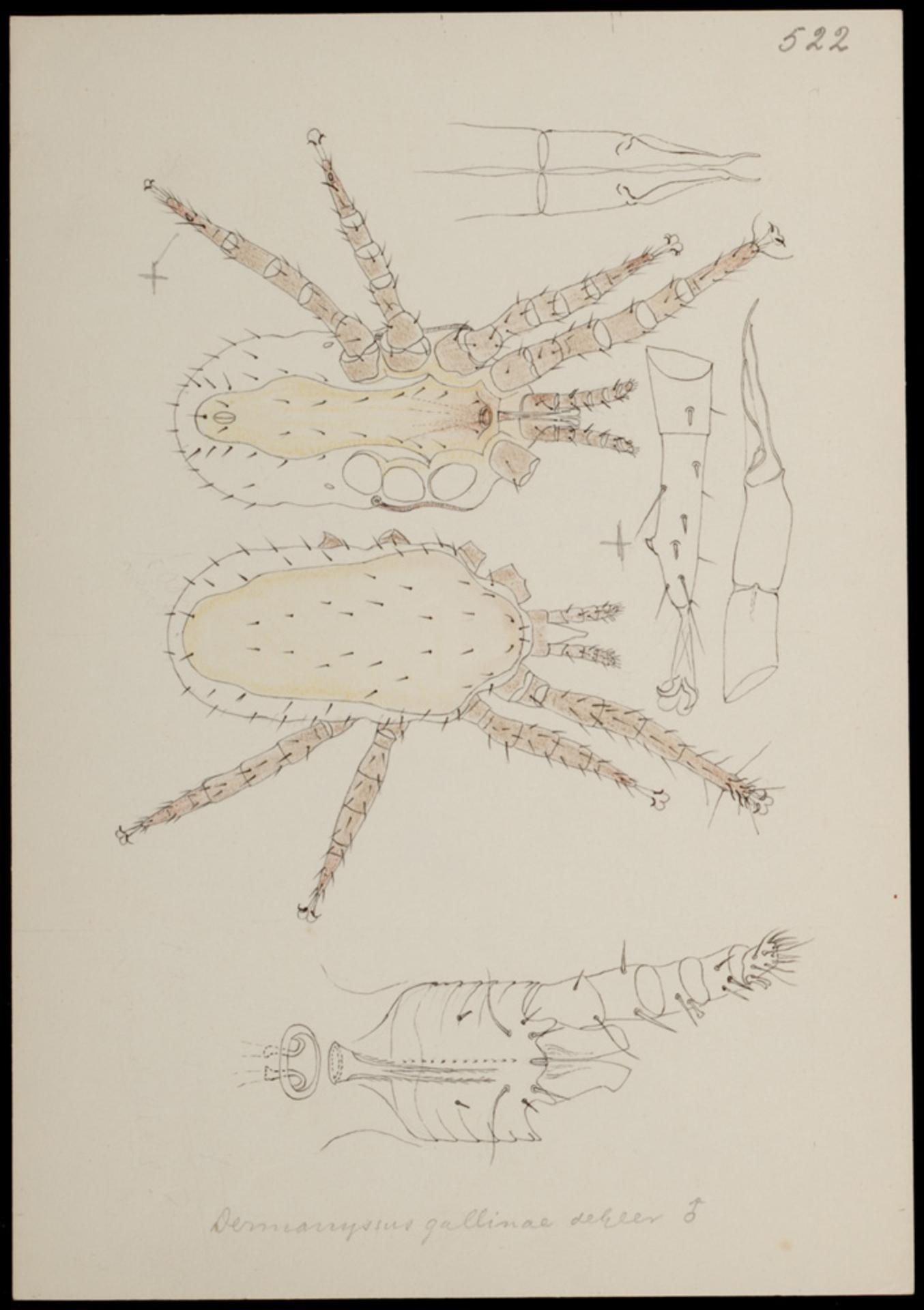
Dermanyssus gallinae mâle par AC Oudemans

- Acariasis
- Gamasoidosis
- Liste des acariens associés aux réactions cutanées